# Paraphotia calosomae
Paraphotia calosomae (лат.) — вид панцирных клещей (Oribatida), единственный в составе рода Paraphotia из семейства Canestriniidae отряда Саркоптиформные клещи. Крым: гора Опук.

## Описание
Мелкие клещи (длина идиосомы самки около 0,5 мм, ширина около 0,4 мм, другие самки и самцы меньше). От близких групп отличаются следующими признаками: самки отличаются отсутствием дорсальной гистеросомальной скульптуры и сеюгального шва (присутствуют у Neophotia) и наличием 3 аданальных волосков (2 у Neophotia). Проподосомальный щит слабо развит, маленький. Супракоксальная сета длинная, голая. Дорсальные волоски короткие, тупо заостренные и слабо колючие. Гнатосома не удлиненная, лишь частично покрыта проподосомой. Ассоциированы с жуками-жужелицами рода красотелы (Coleoptera: Carabidae, Calosoma, красотел золотистый), под надкрыльями которых обнаружены.

## Классификация
Вид был впервые описан в 2001 году и выделен в отдельный род Paraphotia в составе Canestriniidae. Род обладает сходством с Neophotia Samsinàk, 1971 (наличием расширенной ноги IV и амбулакрального коготка на тарзусе IV у самцов). Хетотаксия тела и ног сходны с родом Photia. Семейство включают в надсемейство Canestrinioidea.